# Anastatus coreophagus
Anastatus coreophagus är en stekelart som beskrevs av William Harris Ashmead 1904. Anastatus coreophagus ingår i släktet Anastatus och familjen hoppglanssteklar. Inga underarter finns listade i Catalogue of Life.